# نوني المهرة تنقذ جوي
نوني المهر ينقذ جوي هو كتاب مصور للأطفال لعام 2018 من تأليف أليسون ليستر. تدور أحداث الكتاب حول نوني المهرة وأصدقائها، الكلب ديف والقطة كوكو الذين عثروا على والابي جوي المفقود وتمكنوا من لم شمله مع عائلته.

## تاريخ النشر
- 2018، أستراليا، ألين وأونوين(ردمك 9781911631002)
- 2019، الولايات المتحدة الأمريكية، كتب بيتش لين(ردمك 9781534443709)

## الاستقبال
كتب أحد المراجعين لريدينغ تايم عن رواية نوني المهرة تنقذ جوي "القافية السهلة مع الرسوم التوضيحية المميزة للنوني هي متعة للقراءة." 
حظت الرواية أيضًا بمراجة من مجلة بوكليست  وموقع مراجعات كيركس  ومجلة هورن بوك  ومجلة القراءة الجيدة  ومجلة سكول لايبراري جورنال  والجمعية الدولية لمحو الأمية. 
إنه كتاب بارز في مرحلة الطفولة المبكرة صادر عن مجلس كتب الأطفال في أستراليا (CBCA) لعام 2019،  وجائزة كتاب العام في علم أمراض النطق في أستراليا (من الولادة إلى ثلاث سنوات) في القائمة المختصرة لعام 2019. 